# 7602-es busz
A 7602-es jelzésű autóbuszvonal helyközi autóbuszjárat Balatonalmádi és Balatonfőkajár valamint Küngös között, melyet a Volánbusz Zrt. lát el.

## Közlekedése
Három járatot tartalmaz a menetrendi mező. Munkanapokon egy járatpár szállítja az utasokat Balatonalmádi és Küngös között, egy járat naponta közlekedik Veszprém és Balatonfőkajár között. Útvonalának hossza Küngös felé 29,6 km, Balatonfőkajár felé 24,4 km, Veszprém felé 33,1 km. Az eltérések a különböző megállóhelyek érintéséből adódnak. Menetideje Küngös felé 46 perc, Balatonfőkajár felé 37 perc, Veszprém felé 70 perc.

## Megállóhelyei
| 0  | 0  | Balatonalmádi, autóbusz-állomás végállomás       | 35 | 1708, 1709, 1720, 1722, 1731 7325, 7326, 7332, 7333, 7335, 7338, 7341, 7600, 7653, 7654, 8082 |
| 1  | 1  | Balatonalmádi (Budatava), sorompó                | 34 | 7325, 7326, 7332, 7333, 7543, 7600, 7653, 7654 |
| ∫  | 2  | Balatonalmádi, Bauxitkutató Vállalat bejárati út | ∫  | 1708, 1731 7325, 7326, 7332, 7333, 7543, 7600, 7653, 7654, 8082 |
| 2  | ∫  | Balatonalmádi, Bauxitkutató Vállalat             | 33 | 7325, 7333, 7653, 7654, 8082 |
| 3  | ∫  | Balatonalmádi, szerviz                           | 32 | 7325, 7333, 7653, 7654 |
| 4  | 3  | Balatonalmádi, Lok-hegy                          | 31 | 7325, 7326, 7332, 7333, 7543, 7600, 7653, 7654, 8082 |
| 5  | 4  | Balatonalmádi, (Vörösberény), bejárati út        | 30 | 7325, 7326, 7332, 7543, 7600, 7653, 7654 |
| 6  | 5  | Balatonalmádi, Kürt utca                         | 29 | 7325, 7326, 7332, 7543, 7600, 7653, 7654 |
| 7  | 6  | Balatonfűzfő, Rákóczi utca                       | 28 | 1708 7325, 7326, 7332, 7543, 7600, 7653, 7654, 8082 |
| ∫  | ∫  | Balatonfűzfő, Tobruk                             | 27 | 4, 5, 6 7320, 7326, 7332, 7600 |
| ∫  | 7  | Balatonfűzfő, Szalmássytelep                     | ∫  | 4, 5, 6 7320, 7325, 7326, 7332, 7600, 7654 |
| ∫  | 8  | Balatonfűzfő, Balaton Uszoda                     | ∫  | 4, 5, 6 7320, 7325, 7326, 7332, 7534, 7538, 7600, 7654 |
| 8  | ∫  | Balatonfűzfői elágazás                           | 26 | 2, 3, 4, 5, 6 7320, 7321, 7322, 7323, 7324, 7325, 7326, 7332, 7534, 7543, 7600, 7653, 7654, 8082 |
| ∫  | 9  | Fűzfőgyártelep, autóbusz-váróterem               | 25 | 2, 3, 4, 5, 6 1513, 1564, 1592, 1593, 1740, 1742 5449, 7318, 7320, 7321, 7322, 7323, 7324, 7325, 7326, 7332, 7534, 7538, 7600, 7612, 7616, 7653, 7654, 8082                                                                                              |
| 8  | 10 | Balatonfűzfői elágazás                           | 24 | 2, 3, 4, 5, 6 7320, 7321, 7322, 7323, 7324, 7325, 7326, 7332, 7534, 7543, 7600, 7653, 7654, 8082 |
| 9  | 11 | Balatonfűzfő, Lila ház                           | 23 | 2, 5, 6 7320, 7321, 7322, 7323, 7325, 7543 |
| 10 | 12 | Balatonfűzfő, vasútállomás                       | 22 | 2, 5, 6 1564, 1592, 1593, 1708, 1731, 1740, 1742 5449, 7320, 7321, 7322, 7323, 7324, 7325, 7534, 7543 személyvonat, sebesvonat, Tekergő sebesvonat, Vízipók sebesvonat, Csabai Tekergő expresszvonat, Szabolcsi Tekergő expresszvonat, Katica InterRégió |
| 11 | 13 | Balatonfűzfő, 71-es büfé                         | 21 | 2, 5, 6 7320, 7321, 7322, 7323, 7325, 7543 |
| 12 | 14 | Balatonfűzfő, Fövenyfürdő                        | 20 | 2, 5, 6 1731 7320, 7321, 7322, 7323, 7324, 7325, 7543 |
| 13 | 15 | Balatonfűzfő, forduló                            | 19 | 7320, 7321, 7322, 7323, 7325 |
| 14 | 16 | Balatonkenese, MÁV-üdülő                         | 18 | 7321, 7322, 7323, 7325, 7543 |
| 15 | 17 | Balatonkenese, Szabadság-telep                   | 17 | 7321, 7322, 7323, 7325, 7543 |
| 16 | 18 | Balatonkenese, vasútállomás                      | 16 | 1513, 1564, 1592, 1593, 1708, 1731, 1740, 1742 5449, 7321, 7322, 7323, 7324, 7325, 7543 személyvonat, sebesvonat, Tekergő sebesvonat, Vízipók sebesvonat, Csabai Tekergő expresszvonat, Szabolcsi Tekergő expresszvonat, Katica InterRégió               |
| 17 | 19 | Balatonkenese, községháza                        | ∫  | 7321, 7322, 7323, 7325, 7543 |
| ∫  | ∫  | Balatonkenese, forduló                           | 15 | 7322, 7323 |
| 17 | 19 | Balatonkenese, községháza                        | 14 | 7321, 7322, 7323, 7325, 7543 |
| 18 | 20 | Balatonkenese, újtelep                           | 13 | 1564, 1592, 1593, 1708, 1740, 1742 7321, 7322, 7323, 7324, 7325, 7543 |
| 19 | 21 | Balatonakarattya, üdülő                          | 12 | 1564, 1592, 1593, 1708, 1731, 1740, 1742 5449, 7321, 7322, 7323, 7324, 7325, 7543 |
| 20 | 22 | Balatonakarattya, Vak Bottyán tér                | 11 | 7321, 7322, 7323, 7325, 7543 |
| 21 | 23 | Balatonakarattya, Rákóczi-fa                     | 10 | 1564, 1592, 1593, 1740, 1742 7321, 7322, 7323, 7324, 7325, 7543 |
| 22 | 24 | Balatonakarattya, vasútállomás lejáró út         | 9  | 1513, 1564, 1592, 1593, 1708, 1731, 1740, 1742 5449, 7321, 7322, 7323, 7324, 7325, 7543 személyvonat, sebesvonat, Tekergő sebesvonat, Vízipók sebesvonat, Csabai Tekergő expresszvonat, Szabolcsi Tekergő expresszvonat, Katica InterRégió               |
| 23 | 25 | Balatonfőkajár, TÜZÉP                            | 8  | 7323, 7533, 7542, 7543 |
| 24 | 26 | Balatonfőkajár, posta végállomás                 | 7  | 7316, 7323, 7533, 7542, 7543, 7616, 8068 |
| 25 |    | Balatonfőkajár, felső                            | 6  | 7316, 7323, 7533, 7542, 7543, 7616 |
| 26 |    | Csajág, Tekeresi utca                            | 5  | 7316, 7323, 7533, 7542, 7543, 7616 |
| 27 |    | Csajág, vasútállomás bejárati út                 | 4  | 7316, 7323, 7533, 7542, 7543, 7616 személyvonat, Katica InterRégió |
| 28 |    | Csajág, autóbusz-váróterem                       | 3  | 7316, 7323, 7533, 7542, 7543, 7616 |
| 29 |    | Csajág, autóbusz-forduló                         | 2  | 7316, 7323, 7533, 7542, 7543, 7616 |
| 30 |    | Küngös, Kossuth Lajos utca 107.                  | 1  | 7316, 7323, 7533, 7542, 7543, 7616 |
| 31 |    | Küngös, központ végállomás                       | 0  | 7316, 7323, 7533, 7542, 7543, 7616 |